# Анстей, Ольга Николаевна
О́льга Николаевна А́нстей (настоящая фамилия — Штейнберг; 1 марта 1912, Киев — 30 мая 1985, Нью-Йорк) — русская и украинская поэтесса и переводчица «второй волны» эмиграции.

## Биография
Родилась и провела детство и юность в Киеве, в семье мирового судьи. Мать, Ольга Николаевна Орлова, была выпускницей Бестужевских курсов и работала учительницей. Окончила Киевский техникум иностранных языков (1931), работала машинисткой и переводчицей в учреждениях химической промышленности. В 1937 г. вышла замуж за Ивана Матвеева, будущего поэта Ивана Елагина. Во время нацистской оккупации жила в Киеве; в сентябре 1943 г., находясь на последнем месяце беременности, ушла вместе с мужем с отступающими немецкими войсками. В 1943—1945 гг. странствовала по Европе: Лодзь, Прага, Берлин. Дочь Инна, родившаяся в октябре 1943 г., умерла во младенчестве. В 1945 г. родила второго ребёнка, также дочь, Елену.
В конце войны оказалась с мужем в Баварии, близ Мюнхена в лагере для перемещённых лиц Шлесхейм. С 1946 г. публиковала свои стихи, рассказы, статьи, рецензии в эмигрантских журналах, издававшихся в Европе («Грани», «Отдых», «Обозрение», «Дело», «Возрождение» и других). В 1947 г. напечаталась в коллективном поэтическом сборнике поэтов-«дипийцев» «Стихи», в котором участвовали также И. Елагин, А. Шишкова, князь Н. Кудашев (сыгравший определенную роль в её жизни) и другие. В 1949 г. вышел её первый поэтический сборник «Дверь в стене» (Мюнхен).
Сама она делила свою жизнь на три этапа: киевский, германский и американский. С мая 1950 г. и до конца жизни проживала в США. Работала в ООН секретаршей и переводчицей (1951—1972). Оставив Елагина, в 1951 г. вышла замуж за Бориса Филиппова; брак оказался непродолжительным и к середине 1950-х гг. распался (однако развод был оформлен только в 1965 г.). Постоянно печаталась в американском «Новом журнале» со стихами и критическими статьями, переводила английских и немецких поэтов. Переводила также с украинского и на украинский. Итоговая книга стихов — «На юру» (Питтсбург, 1976). В поэзии на первом плане — напряжённое религиозное чувство, ностальгические мотивы.
Стихи Анстей, написанные на украинском языке, проникнуты тоской по Украине. Среди них стихотворение «Моїй Країні» (рус. «Моей Стране»). Часть стихотворений на украинском языке были напечатаны в эмигрантской прессе.

«Анстей — прирождённая поэтесса, которой в ясных, уравновешенных стихах удается передать то существенное, что она видит и переживает. Для неё „безбольной радости на этом свете нет“, но через страдание и безобразие жизни она умеет прийти к восприятию прекрасного и вечного. „Мы в руках Живого Бога“ — такова основная установка поэтессы, позволяющая ей не только переносить одиночество оставленной женщины, невосполнимую потерю родины и низость многих людей, но и „переплавлять“ эти ощущения в позитивные. Её поэзия тесно связана с ощущением бестелесного мира и одухотворённости мира материального…» (В. Казак)

Является прототипом Офелии Амальрик в романе Г. П. Климова «Имя моё легион».
Особенность творческой манеры поэтессы Ильинский видел в «соединении обостренного лиризма с классичностью». Вольфганг Казак писал о церковности как о главной психологической установке в творчестве Анстей. Ильинский назвал эту установку «религиозным осмыслением жизненного пути». Он же удачно выразил понятие о том уровне, на котором воспринималось творчество Анстей читателями эмигрантами: «У неё много удач, специально выделять их было бы странно: в творчестве такого поэта как Анстей, они — норма».